# Kirchheider Straße 46

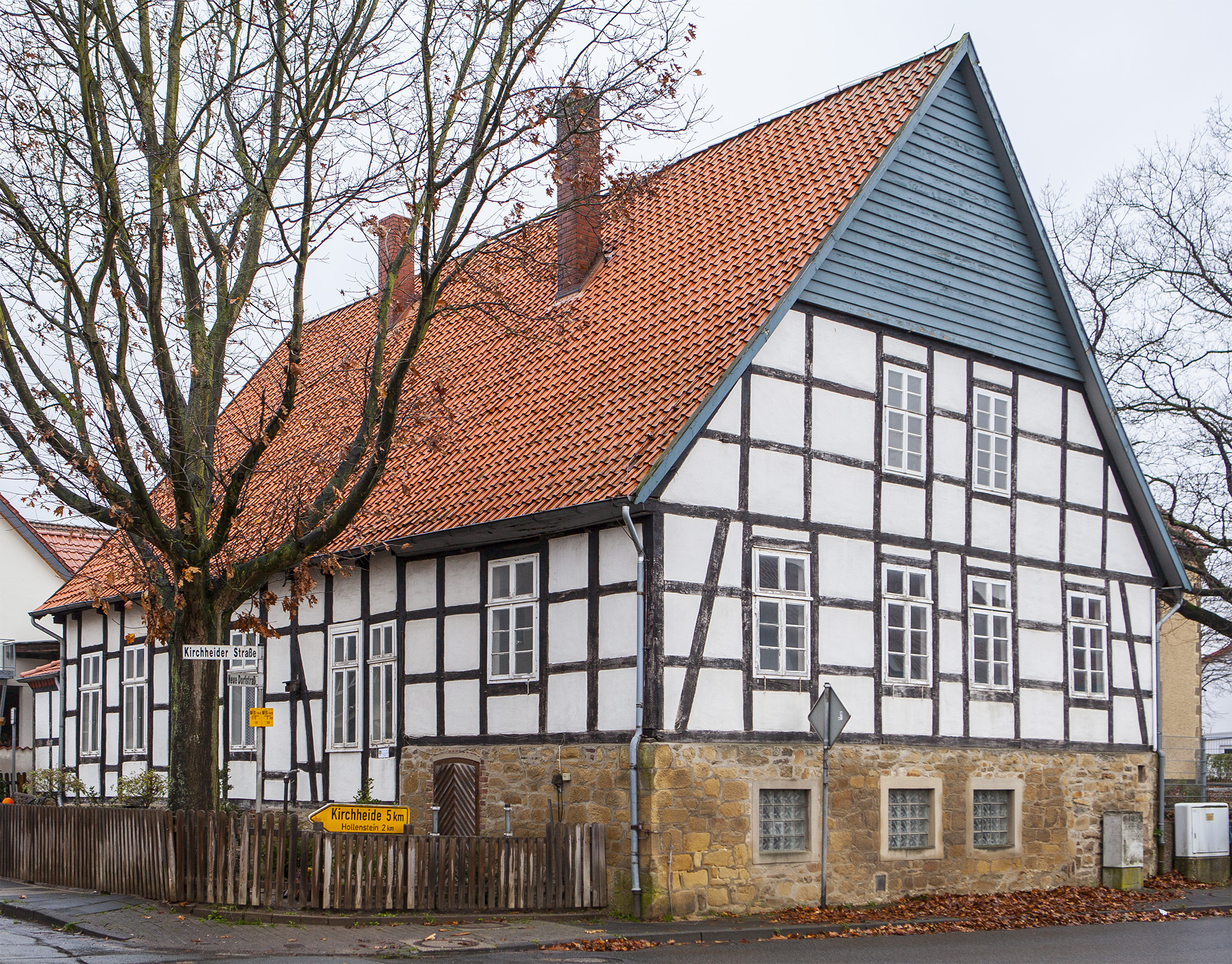
Das Gebäude im November 2013

Das Gebäude Kirchheider Straße 46 ist ein mit der Nummer 57 in die Denkmalliste der Stadt Bad Salzuflen im nordrhein-westfälischen Kreis Lippe in Deutschland eingetragenes Baudenkmal.
Die Eintragung erfolgte am 18. Mai 1988; Grundlage für die Aufnahme in die Denkmalliste ist das Denkmalschutzgesetz Nordrhein-Westfalens (DSchG NRW).

## Lage
Das Fachwerk-Bauernhaus steht im Bad Salzufler Ortsteil Wüsten, etwa 800 Meter südöstlich der Wüstener Ortsmitte, am Abzweig der Neuen Dorfstraße von der Kirchheider Straße.
Mit der Zusammenlegung von Ober- und Unterwüsten sowie der Eingemeindung Wüstens nach Bad Salzuflen und der Vergabe von (neuen) Straßennamen bekam das Grundstück die Anschrift „Kirchheider Straße 46“.

## Beschreibung
Bei dem eingeschossigen Fachwerkhaus handelt es sich um das ehemalige Schulgebäude auf dem Gelände der heutigen Wüstener Grundschule. In seiner aktuellen Ausdehnung geht das Gerüst auf verschiedene Umbauten zurück: Kern ist ein Gerüst mit über kleinen Knaggen vorkrakenden Giebeldreiecken. Im 18. Jahrhundert wurde das Wandgefüge zur Anlage großer Fenster – vermutlich für die Schulräume – verändert. Um 1850 wurde das Gebäude durch einen unterkellerten Teil mit Bruchsteinsockel zur Straße hin erweitert.

## Baudenkmal
Während der 22. Sitzung des Hauptausschusses der Stadt Bad Salzuflen in der Wahlperiode 1984/89 wurde beschlossen, das Bauernhaus gemäß § 3 DSchG NW in die Denkmalliste einzutragen.
Dem Gebäude kommt eine ortsgeschichtliche Bedeutung zu.